# Madonna col Bambino (Cima da Conegliano Amsterdam)
La Madonna col Bambino è un dipinto a olio su tela di Cima da Conegliano conservato presso il Rijksmuseum di Amsterdam.